# 德韋莫吉利市鎮
43°33′N 25°55′E / 43.550°N 25.917°E

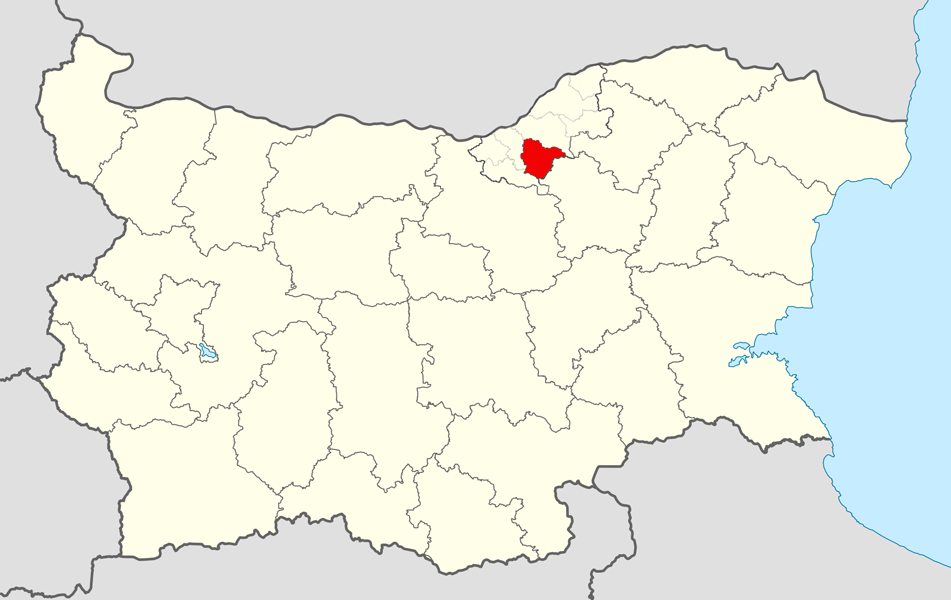

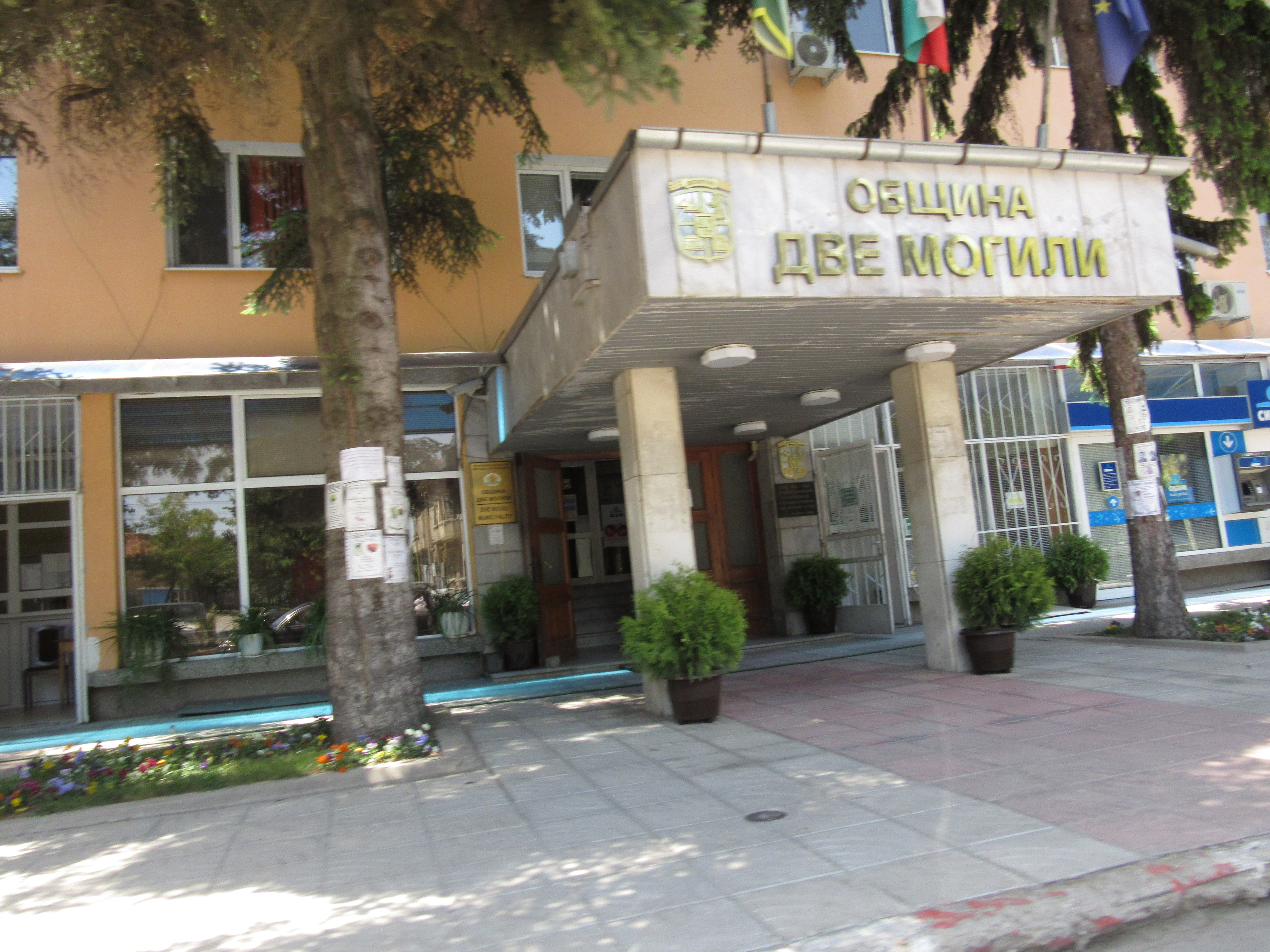

德韋莫吉利市，是保加利亞的城鎮，位於該國中北部，由魯塞州負責管轄，首府設於德韋莫吉利，面積345平方公里，2009年人口10,341，人口密度每平方公里29.97人。